# Maria Brontë
Pour les autres membres de la famille, voir Famille Brontë.
Pour les articles homonymes, voir Brontë.
Maria Brontë (23 avril 1814 - 6 mai 1825 ) est l'aînée de la famille littéraire des Brontë qui donne à l'Angleterre trois écrivaines au XIXe siècle. 
Elle entre à l'école de jeunes filles de Cowan Bridge (Clergy Daughters' School) avec sa sœur Elizabeth en juillet 1824, pour y être rejointe en août par Charlotte, et en novembre par Emily. Elle en est retirée précipitamment par son père l'année suivante ; elle meurt de la tuberculose quelques semaines après être rentrée chez elle, bientôt suivie par la cadette Elizabeth. 
Les mauvais traitements qu'elle subit à Cowan Bridge et sa mort marquent profondément Charlotte Brontë, qui les dénonce dans son roman Jane Eyre (publié en 1847), où Maria apparait sous les traits d'Helen Burns. 

## Biographie
En juillet 1824, après la mort de sa mère, Maria est placée avec sa sœur Elizabeth à The Clergy Daughters' School de Cowan Bridge, institution victorienne dite charitable, pour « y recevoir une bonne éducation et y apprendre les bonnes manières ».  Elle doit bénéficier d'une éducation poussée, susceptible de lui permettre de devenir gouvernante. Elle y est rejointe en août par Charlotte, et en novembre par Emily.
Elle est décrite comme très adulte, témoignant d'une grande intelligence, et s'efforçant de tenir auprès de ses sœurs le rôle laissé vacant par la mort de leur mère. À Cowan Bridge, elle ne connaît que le froid, la faim et les privations. Elle en est retirée avec la tuberculose qui emporte aussi sa sœur Elizabeth, quelques semaines plus tard. Elle meurt à l'âge de 11 ans.

Selon Elizabeth Gaskell, première biographe de Charlotte Brontë, 

« Maria était délicate, exceptionnellement intelligente et profonde pour son âge, douce, et désordre. Bien supérieure par son esprit à tous ses camarades de jeux, elle se sent solitaire au milieu d'eux. D'autre part, elle fait montre de quelques défauts qui agacent ses professeurs, dont elle subit la constante disgrâce. »

 Mrs Gaskell se fait l'écho des mauvais traitements, en particulier de ceux infligés par Miss Andrews, qu'elle ne nomme pas. Si Charlotte ne lui a pas donné beaucoup de renseignements, elle se réfère à un témoin qu'elle appelle my informant (mon informateur) qui raconte un épisode de la vie scolaire. Maria, très malade, venant juste de recevoir une ventouse, est tirée hors de son lit par Miss Andrews, forcée à s'habiller et, ensuite punie pour être arrivée en retard. Le visage de ce témoin, ajoute-t-elle, « flashed out with undying indignation  (« s'enflammait d'une indignation inextinguible »).

## Le souvenir de Maria chez Charlotte Brontë
Le sort de Maria à Cowan Bridge marque profondément Charlotte Brontë. Elle ressent de l'amertume et de la colère à l'égard de l'institution qu'elle rend responsable de la mort de sa sœur. De plus, le rôle quasi maternel assumé par Maria auprès de ses sœurs à la suite du décès de leur mère accentue son sentiment de perte. Ce traumatisme transparaît dans Jane Eyre (publié en 1847) : Cowan Bridge y devient Lowood, la figure pathétique de Maria est représentée sous les traits de la jeune Helen Burns, la cruauté de Miss Andrews, sous ceux de Miss Scatcherd et la tyrannie du directeur, le Révérend Carus Wilson, sous ceux de Mr Brocklehurst.

## L'école des filles du clergé de Cowan Bridge

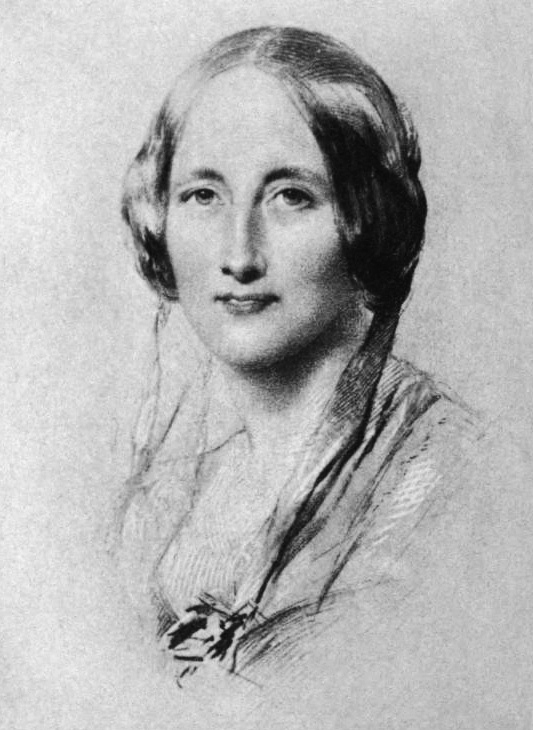
Elizabeth Gaskell, qui écrivit la première biographie de Charlotte Brontë, au travers de laquelle tous ces détails sont connus.

### Son fondateur, le Révérend Carus Wilson
Le révérend Carus Wilson est un clergyman, qui a fondé l'école de Cowan Bridge en 1823, un an avant que les quatre filles Brontë n'arrivent dans son école. 
Il en est à la fois le fondateur et le directeur, et peut-être la confusion de ces deux rôles entraîne-t-elle chez lui une prudence exagérée sur le plan financier, car son souci d'économiser chaque sou se traduit par des interventions sur toutes sortes de points de détail, y compris en ce qui concerne le fonctionnement de la cuisine et le ménage. 
Ce faisant, il néglige l'essentiel, c'est-à-dire la compétence de son personnel, ne voyant pas la négligence et le manque total d'hygiène de la cuisinière, qui n'est finalement renvoyée qu'après l'épidémie de low fever (typhus) à Cowan Bridge. De la même façon, l'attitude de Miss Andrews n'est pas immédiatement sanctionnée. Enfin, soucieux d'enseigner à ses élèves la vertu chrétienne de l'humilité, il ne manque jamais de leur rappeler qu'elles sont  élevées par charité. C'est un calviniste profondément convaincu de la prédestination et rappelant sans cesse à ses élèves que les pécheurs, et surtout les pécheresses, sont voués aux flammes de l'Enfer (fire and brimstone, « le feu et le soufre »).

### La vie quotidienne à Cowan Bridge
Vu de l'extérieur, rien ne laisse prévoir que la Clergy Daughters' School du Révérend Carus Wilson puisse ne pas répondre aux attentes de Patrick Brontë. Elle n'est pas particulièrement bon marché, ses patrons (membres d'honneur) comprennent des personnalités respectées, dont la fille d'une grande amie de l'éminent poète William Cowper, Mrs Hannah Moore, auteur d'ouvrages reconnus, parce que moralisateurs, sur l'éducation des jeunes filles, différents prélats ou même certaines connaissances de Patrick, dont William Wilberforce qui lui a permis de terminer ses études à St John's, bref, il croit s'être entouré de toutes les garanties. 
Pourtant, dès l'entrée dans l'école, les jeunes filles, pour la plupart issues de bonne famille, doivent revêtir un uniforme grossier, et ont la tête rasée. La maison, construite au fond d'une vallée, est humide et non chauffée. La nourriture est généralement insuffisante et préparée sans aucune hygiène, voire avariée. L'eau provient d'un vieux seau de bois posé sous la gouttière, rendant le riz bouilli immangeable, car il a pris le goût de la poussière de la toiture. Le lait est souvent aigre-doux, voire bingy (avarié). Le samedi, la cuisinière prépare une sorte de pâté qui regroupe tous les restes de la semaine, pommes de terre et viande mélangées. Des camarades des filles Brontë en témoignent auprès de Mrs Gaskell, soulignant l'odeur de gras rance qui imprègne l'école nuit et jour, en provenance du four sale où est préparée leur nourriture. 
Une épreuve particulièrement nocive à la santé est le pèlerinage dominical à Tunstall Church, église distante de deux miles environ, quel que soit le temps.

### Controverse
À la décharge du révérend Carus Wilson, il convient de préciser plusieurs points :
- La mortalité enfantine est très élevée dans l'Angleterre de l'époque, 41 % des enfants ne dépassant pas l'âge de 6 ans. L'espérance de vie ne dépasse pas 25 ans[8] ;
- Il est peu probable que l'école de Cowan Bridge ait été touchée par le typhus, et surtout pas de façon récurrente. Le taux de mortalité du typhus, de l'ordre de 25 %, aurait vite entravé le fonctionnement de l'école[3] ;
- La publication de la biographie de Charlotte Brontë par Mrs Gaskell, où est racontée la vie à Cowan Bridge, donne lieu à une controverse, avec des échanges de lettres acrimonieuses dans le Halifax Guardian, car un certain nombre de personnes prennent la défense du révérend Carus Wilson.

S'il est possible que Maria et Elizabeth Brontë aient été victimes d'une certaine malchance, dans le contexte sanitaire de l'époque, il n'en reste pas moins que la nourriture de Cowan Bridge est infecte, que Maria Brontë est traitée de façon odieuse par Miss Andrews, et que deux des quatre filles Brontë sont mortes à quelques semaines d'intervalle de la tuberculose à leur retour.